# Strade gestite da Veneto Strade
Grazie al decreto legislativo n. 112 del 1998 è stata resa la possibilità di passare la gestione delle strade statali agli enti locali. La regione Veneto, per la gestione delle strade statali dismesse, ha creato la società Veneto Strade, che oltre a gestire le ex strade statali, gestisce alcune strade provinciali della regione.

## Strade statali
Alle strade statali cedute a Veneto Strade è stata assegnata la sigla SR (strada regionale) a quelle di maggiore importanza, mentre a quelle di minore importanza è stata assegnata la sigla SP (strada provinciale). Alcune strade statali sono state rinumerate. In alcune strade statali solo un tratto è stato ceduto a Veneto Strade.

### Strade statali diventate strade regionali
| Strada                                           | Tratto gestito                         |
| ------------------------------------------------ | -------------------------------------- |
| Strada regionale 10 Padana Inferiore             | L'intero tratto del Veneto             |
| Strada regionale 11 Padana Superiore             | L'intero tratto del Veneto             |
| Strada regionale 47 di Altichiero                | A Padova                               |
| Strada regionale 48 delle Dolomiti               | L'intero tratto del Veneto             |
| Strada regionale 50 del Grappa e del Passo Rolle | Da Fonzaso al Trentino-Alto Adige      |
| Strada regionale 53 Postumia                     | Da Cittadella a Portogruaro            |
| Strada regionale 62 della Cisa                   | L'intero tratto del Veneto             |
| Strada regionale 203 Agordina                    | Intera estensione                      |
| Strada regionale 245 Castellana                  | Intera estensione                      |
| Strada regionale 249 Gardesana Orientale         | L'intero tratto del Veneto             |
| Strada regionale 348 Feltrina                    | Intera estensione                      |
| Strada regionale 355 della Val Degano            | L'intero tratto del Veneto             |
| Strada regionale 443 di Adria                    | Intera estensione                      |
| Strada regionale 450 di Affi                     | Intera estensione                      |
| Strada regionale 482 Alto Polesana               | L'intero tratto del Veneto             |
| Strada regionale 495 di Codigoro                 | L'intero tratto del Veneto             |
| Strada regionale 515 Noalese                     | Intera estensione                      |
| Strada regionale 516 Piovese                     | Vecchio tracciato Piove di Sacco-Adria |

### Strade statali diventate strade provinciali
| Strada                                                                 | Tratto gestito              |
| ---------------------------------------------------------------------- | --------------------------- |
| Strada provinciale 244 della Val Badia                                 | L'intero tratto del Veneto  |
| Strada provinciale 248 Schiavonesca-Marosticana                        | Intera estensione           |
| Strada provinciale 251 della Val di Zoldo e Val Cellina                | L'intero tratto del Belluno |
| Strada provinciale 346 del Passo di San Pellegrino                     | L'intero tratto del Veneto  |
| Strada provinciale 347 del Passo Cereda e del Passo Duran              | L'intero tratto del Veneto  |
| Strada provinciale 422 dell'Alpago e del Cansiglio                     | L'intero tratto del Belluno |
| Strada provinciale 465 della Forcella Lavardet e di Valle San Canciano | L'intero tratto del Veneto  |
| Strada provinciale 473 di Croce D'Aune                                 | Intera estensione           |
| Strada provinciale 532 del Passo di Sant'Antonio                       | Intera estensione           |
| Strada provinciale 563 di Salesei                                      | Intera estensione           |
| Strada provinciale 619 di Vigo di Cadore                               | Intera estensione           |
| Strada provinciale 635 del Passo di San Boldo                          | L'intero tratto del Belluno |
| Strada provinciale 638 del Passo di Giau                               | Intera estensione           |
| Strada provinciale 641 del Passo Fedaia                                | L'intero tratto del Veneto  |
| Strada provinciale 667 di Caerano                                      | L'intero tratto del Belluno |

### Strade statali rinumerate
Strade regionali
| Strada                                      | Vecchia numerazione                     |
| ------------------------------------------- | --------------------------------------- |
| Strada regionale 14 di Mestre               | Strada statale 14 bis di Mestre         |
| Strada regionale 47 di Altichiero           | Strada statale 47 racc di Altichiero    |
| Strada regionale 54 di Castelfranco Veneto  | Strada statale 245 var della Castellana |
| Strada regionale 204 Belluno-Mas            | Strada statale 203 dir Agordina         |
| Strada regionale 307 Strada del Santo       | Strada statale 307 del Santo            |
| Strada regionale 308 nuova Strada del Santo | Strada statale 307 var del Santo        |
| Strada regionale 514 di Vigonza             | Strada statale 515 racc Noalese         |

Strade provinciali
| Strada                                      | Vecchia numerazione                                |
| ------------------------------------------- | -------------------------------------------------- |
| Strada provinciale 16 di Arquà Petrarca     | Strada statale 16 dir/A Adriatica                  |
| Strada provinciale 49 di Misurina           | Strada statale 48 bis delle Dolomiti               |
| Strada provinciale 148 Cadorna              | Strada statale 141 Strada Cadorna                  |
| Strada provinciale 149 del Monte Grappa     | Strada statale 141 bis Strada Cadorna              |
| Strada provinciale 423 del Lago di S. Croce | Strada statale 422 dir dell'Alpago e del Cansiglio |

## Strade provinciali
Veneto Strade gestisce alcune strade provinciali della regione, tra cui tutte le strade provinciali della provincia di Belluno. Alcune strade provinciali passate a Veneto Strade hanno cambiato denominazione da SP a SR.
- Strada regionale 6 Eridania Occidentale
- Strada regionale 43 del mare
- Strada regionale 74 San Michele al Tagliamento-Bibione
- Strada regionale 88 Rodigina
- Strada regionale 89 Treviso-mare
- Strada regionale 104 Monselice-mare
- Strada regionale 105 Cavarzere-Romea
- Strada provinciale 0(BL) dei Maserot
- Strada provinciale 1(BL) di Sinistra Piave
- Strada provinciale 1 bis(BL) Madonna del Piave
- Strada provinciale 2(BL) Valle Del Mis
- Strada provinciale 3(BL) Valle Imperina
- Strada provinciale 4(BL) Val Cantuna
- Strada provinciale 5(BL) di Lamosano
- Strada provinciale 6(BL) di Danta
- Strada provinciale 7(BL) di Zoppè
- Strada provinciale 8(BL) San Tomaso
- Strada provinciale 9(BL) di Vigo di Cadore
- Strada provinciale 10(BL) di Alano
- Strada provinciale 11(BL) di Soverzene
- Strada provinciale 12(BL) Pedemontana
- Strada provinciale 13(BL) Val Veses
- Strada provinciale 15(BL) di Vallada
- Strada provinciale 16(BL) di Seren
- Strada provinciale 17(BL) San Pietro
- Strada provinciale 18(BL) San Nicolò
- Strada provinciale 19(BL) di Lamon
- Strada provinciale 20(BL) Val Fiorentina
- Strada provinciale 21(BL) di Quero
- Strada provinciale 24(BL) Val Parola
- Strada provinciale 25(BL) Passo Valles
- Strada provinciale 26(BL) Digoman
- Strada provinciale 27(BL) di Rasai
- Strada provinciale 28(BL) di Segusino
- Strada provinciale 28(BL) Coste d'Alpago
- Strada provinciale 29(BL) Ponte di Fener
- Strada provinciale 29(BL) Col Falcon
- Strada provinciale 30(BL) Panoramica del Comelico
- Strada provinciale 31(BL) del Nevegal
- Strada provinciale 32(BL) Ponte di Fener
- Strada provinciale 33(BL) di Sauris
- Strada provinciale 35(BL) di Laste
- Strada provinciale 36(BL) Pez
- Strada provinciale 37(BL) Villapaiera
- Strada provinciale 38(BL) Col Perer
- Strada provinciale 39(BL) Monte Avena
- Strada provinciale 40(BL) Val Senaiga
- Strada provinciale 41(BL) di Tignes
- Strada provinciale 42(BL) della Cavallera